# ایو ماسار
ایو ماسار (فرانسوی: Yves Massard‎؛ ۱۵ ژوئن ۱۹۲۳ – ۱ مارس ۱۹۹۶) بازیگر اهل فرانسه بود.
از فیلم‌ها یا برنامه‌های تلویزیونی که وی در آن نقش داشته‌است، می‌توان به آفرودیت و ملکه باشگاه تابارن اشاره کرد.